# La Constitution de la république française adoptée le 4 novembre 1848
 (décembre 2014).
Si vous disposez d'ouvrages ou d'articles de référence ou si vous connaissez des sites web de qualité traitant du thème abordé ici, merci de compléter l'article en donnant les références utiles à sa vérifiabilité et en les liant à la section « Notes et références ».
La Constitution de la république française adoptée le 4 novembre 1848 est un article écrit par Karl Marx, publié le 14 juin 1851 dans le journal anglais Note to the People. Il vise à expliquer la nature de la constitution du 4 novembre 1848.

## Description
L'article montre les caractères pervers de la constitution, comme le suffrage est universel sauf dans les cas que la loi déterminera, ou encore le virage que prend la constitution après les événements de juin (instruction gratuite, droit au travail, droit à l’assistance). 
L’ensemble des libertés garantie par la constitution sont sous réserve de la loi ce qui a pour conséquence qu’il n’existe pas de véritable liberté. Si la peine de mort est abolie pour les délits politiques (en vue d’éviter une nouvelle Terreur et donc d’effrayer la bourgeoisie), la loi autorise la déportation dans des lieux où l’on exécute de façon plus lente. 
Le droit d’association et de réunion existe, mais sous réserve de la loi, tant et si bien que les cercles ouvriers sont interdits. C’est ainsi que la constitution est un outil au service de l’oppression bourgeoise et qu’elle cristallise sa domination (« ses bases sont la famille, le travail, la propriété, l’ordre public »). Avec cette constitution, la liberté apparaît comme impossible pour l’ouvrier.